# Macrobiotus polonicus
Macrobiotus polonicus är en djurart som tillhör fylumet trögkrypare, och som beskrevs av Pilato, Kaczmarek, Michalczyk och Oscar Lisi 2003. Macrobiotus polonicus ingår i släktet Macrobiotus och familjen Macrobiotidae. Inga underarter finns listade i Catalogue of Life.